# Robert Furnese
Robert Furnese, 2e baronnet (1er août 1687 - 7 mars 1733), de Waldershare, Kent et Dover Street, Westminster, est un homme politique whig anglais qui siège à la Chambre des communes britannique de 1708 à 1733.

## Biographie
Il est le fils d'Henry Furnese (1er baronnet), et de sa première épouse Anne Brough, fille de Robert Brough. Il fait ses études au Collège d'Eton en 1697 et passe quelque temps en Allemagne et en Autriche dans sa jeunesse.
Il est à l'étranger au moment des élections générales britanniques de 1708, mais peu de temps après son retour du continent, il est élu sans opposition en tant que député whig pour Truro lors d'une élection partielle le 16 décembre 1708. Il vote pour la destitution du Dr Sacheverell en 1710. Il fait pression pour se porter candidat à Thetford aux élections générales britanniques de 1710, mais il est nommé à la Commission de la Paix pour le Kent et est réélu dans un scrutin en tant que député whig pour New Romney. Il vote pour la motion "Pas de paix sans l'Espagne" le 7 décembre 1711. À la mort de son père le 30 novembre 1712, il lui succède comme baronnet et hérite d'un grand domaine à Waldershare, Kent. Il est réélu sans opposition pour New Romney aux élections générales britanniques de 1713 et vote contre l'expulsion de Richard Steele le 18 mars 1714.
Aux élections générales britanniques de 1715, il est réélu dans un scrutin en tant que whig à New Romney. Il vote pour le projet de loi septennal et, en 1717, suit Robert Walpole dans l'opposition. Il vote contre le gouvernement sur Lord Cadogan en juin 1717 et s'oppose au projet de loi sur la pairie en 1719. Aux Élections générales britanniques de 1722, il est réélu sans opposition pour New Romney. Aux élections générales britanniques de 1727, il est réélu député de Kent alors qu'il est battu à New Romney. Après avoir obtenu le siège de New Romney sur pétition, il décide de rester député de Kent. À partir de 1729, il vote contre le gouvernement.

## Famille

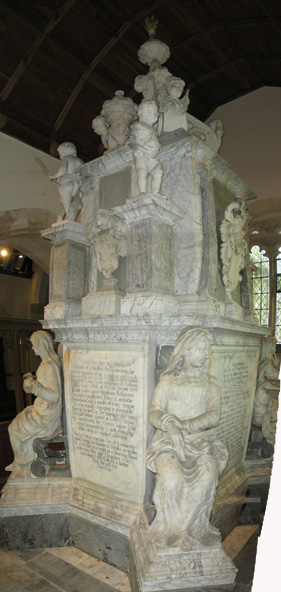
Monument dans la chapelle de la famille Furnese, All Saints 'Church, Waldershare

Il se marie trois fois. Sa première épouse Anne Balam, est la fille de la deuxième épouse de son père, Matilda Vernon, de son premier mari Anthony Balam. Ils se marient le 1er octobre 1708 et ont une fille, Anne, qui épouse John St John, fils de Henry St John (1er vicomte St John). Anne, Lady Furnese, est décédée le 29 mai 1713 à l'âge de 25 ans. Il se remarie le 8 juillet 1714 avec Arabella Watson, fille de Lewis Watson (1er comte de Rockingham). Elle est la mère du fils unique de Furnese, Henry et de sa deuxième fille Catherine, qui épouse son cousin germain Lewis Watson (2e comte de Rockingham). Arabella est décédée le 5 septembre 1727. Il épouse en troisièmes noces, le 15 mai 1729 à Teddington, Middlesex, Anne Shirley, fille de Robert Shirley (1er comte Ferrers). Par sa dernière femme, il laisse une fille Selina qui épouse Edward Dering. Ils ont une autre fille qui est décédée avant son père.
Furnese est décédé le 7 mars 1733 à Waldershare, Kent, et est remplacé par son fils Henry. Selon un contemporain, il est mort "par sa propre faute, car il avait un de ces rhumes accroché à lui et il buvait si fort qu'il n'était pas sobre pendant dix jours avant de tomber malade". Il est enterré à Waldershare le 14 mars. Sa veuve lui survit 46 ans, mourant à Dover Street, Londres, le 25 février 1779 à l'âge de 70 ans. Elle est enterrée à Grosvenor Chapel, Westminster.
Son fils unique, Henry Furnese, 3e baronnet, est né vers 1716 et s'inscrit à Christ Church, Oxford, âgé de 16 ans en novembre 1732. Il est décédé célibataire et sans descendance à l'âge de 19 ans à Montpellier en France, en mars 1735. La succession est partagée entre les trois filles survivantes de Robert: Anne, Catherine (comtesse de Rockingham) et Selina. Le titre s'éteint.